# Liste der isländischen Botschafter in Argentinien
Dies ist eine Liste der isländischen Botschafter in Argentinien. Island hat keine Botschaft in Argentinien, Vertreter ist ein Honorarkonsul.
| #  | Name                           | Anstellung        | Posten verlassen  |
| -- | ------------------------------ | ----------------- | ----------------- |
| 1  | Thor Thors                     | 24. März 1952     | 11. Januar 1965   |
| 2  | Pétur Thorsteinsson            | 4. August 1965    | 1. Oktober 1969   |
| 3  | Magnús V. Magnússon            | 1. Oktober 1969   | 4. April 1971     |
| 4  | Guðmundur Ívarsson Guðmundsson | 1. August 1971    | 9. März 1978      |
| 5  | Hans G. Andersen               | 9. März 1978      | 10. November 1987 |
| 6  | Ingvi S. Ingvarsson            | 10. November 1987 | 3. Juli 1991      |
| 7  | Tómas Ármann Tómasson          | 3. Juli 1991      | 7. November 1994  |
| 8  | Einar Benediktsson             | 7. November 1994  | 21. November 1997 |
| 9  | Jón Baldvin Hannibalsson       | 17. März 1999     | 6. Mai 2004       |
| 10 | Helgi Ágústsson                | 6. Mai 2004       | 23. Oktober 2013  |
| 11 | Guðmundur Árni Stefánsson      | 23. Oktober 2013  |                   |